# Сірота
Сірота (рум. Sirota) — село в Оргіївському районі Молдови. Входить до складу комуни, адміністративним центром якої є село Кріхана.

## Населення
За даними перепису населення 2004 року у селі проживали 542 особи.
Національний склад населення села:
| Національність       | Кількість осіб | Відсоток   |
| -------------------- | -------------- | ---------- |
| молдавани румуни     | 527 9          | 97,2% 1,7% |
| росіяни              | 4              | 0,7%       |
| українці             | 1              | 0,2%       |
| інша / без відповіді | 1              | 0,2%       |
| Всього               | 542            | 100%       |